# Paprotnia (gromada w powiecie siedleckim)
Paprotnia – dawna gromada, czyli najmniejsza jednostka podziału terytorialnego Polskiej Rzeczypospolitej Ludowej w latach 1954–1972.
Gromady, z gromadzkimi radami narodowymi (GRN) jako organami władzy najniższego stopnia na wsi, funkcjonowały od reformy reorganizującej administrację wiejską przeprowadzonej jesienią 1954 do momentu ich zniesienia z dniem 1 stycznia 1973, tym samym wypierając organizację gminną w latach 1954–1972.
Gromadę Paprotnia z siedzibą GRN w Paprotni utworzono – jako jedną z 8759 gromad – w powiecie siedleckim w woj. warszawskim, na mocy uchwały nr VI/10/18/54 WRN w Warszawie z dnia 5 października 1954. W skład jednostki weszły obszary dotychczasowych gromad Czarnoty, Kaliski, Kobylany-Kozy, Koryciany, Łęczycki, Łozy, Nasiłów, Paprotnia, Pliszki, Pluty, Podawce, Skwierczyn Lacki(), Trębice Dolne, Trębice Górne i Trębice Stare ze zniesionej gminy Tarków w tymże powiecie. Dla gromady ustalono 18 członków gromadzkiej rady narodowej.
Gromada przetrwała do końca 1972 roku, czyli do kolejnej reformy gminnej. 1 stycznia 1973 w powiecie siedleckim utworzono gminę Paprotnia.